# Дъждовни червеи
Дъждовните червеи, наричани още Земни червеи (Lumbricina), са подразред червеи от тип Прешленести.

## Разпространение
Живеят в почвата и обитават всички континенти освен Антарктида.

## Описание
Те имат цилиндрично, заострено в двата края, червеникаво-кафяво на цвят тяло. На дължина достигат до 10-12 cm.
Дъждовният червей прокопава сложна система от канали в почвата. В тях той намира укритие, храна и снася яйцата си. Кожно-мускулната торба е много добре развита. Отгоре е покрита с тънка еластична кутикула. Епителният слой на кожно-мускулната торба е богат на жлезисти клетки. Затова тя се нарича същинска телесна празнина. С напречни прегради тя е разделена на части, съответстващи на прешленчетата на тялото.
Храносмилателната му система е отворена. По устройство тя е сходна с храносмилателната система на детския глист. Започва с уста, разположена коремно в първото членче на туловището, следва глътка, средно и задно черво. Системата завършва с анус в опашния дял на тялото. Дъждовният червей се храни с гниеща органична материя. Той има много голямо значение за образуването на почвата и затова не трябва да се убива.
Дъждовният червей няма дихателна система. Той поема кислород от въздуха с цялата повърхност на тялото си. Затова е необходимо повърхността на тялото винаги да е влажна.

## Семейства
- Acanthodrilidae
- Ailoscolidae
- Alluroididae
- Almidae
- Criodrilidae
- Eudrilidae
- Exxidae
- Glossoscolecidae
- Hormogastridae
- Lumbricidae
- Lutodrilidae
- Megascolecidae
- Microchaetidae
- Ocnerodrilidae
- Octochaetidae
- Sparganophilidae